# NOM-003-STPS-1999

La NOM-003-STPS es una norma oficial mexicana de la Secretaría del Trabajo y Previsión social en materia de condiciones de seguridad e higiene en actividades agrícolas, específicamente en el uso de insumos fitosanitarios o plaguicidas e insumos de nutrición vegetal o fertilizantes. Su última versión fue publicada en el año de 1999. Se le considera una norma específica dentro de la clasificación de normas de la secretaría del trabajo ya que solo aplica a los centros de trabajo que realizan actividades agrícolas.